# Enes Kanter
Enes Kanter Freedom (* 20. Mai 1992 in Zürich, Schweiz als Enes Kanter) ist ein US-amerikanischer Basketballspieler. Er ist zurzeit vereinslos.

## Jugend und College
Enes Kanter wurde als Sohn türkischer Eltern in der Schweiz geboren, als sein Vater ein Studium an der Universität Zürich absolvierte. Die Familie ließ sich anschließend in Van nieder, wo Kanter im Alter von 14 Jahren mit dem Basketballspielen begann. 2006 gehörte er zur Jugendabteilung von Fenerbahçe Ülkerspor. Bereits als 16-Jähriger machte er auf sich aufmerksam, als er beim Jordan Brand Classic International 22 Punkte, 17 Rebounds und 4 Blocks erzielte. Als Reservist der Profimannschaft kam Kanter in der Saison 2008/09 zu neun Einsätzen in der türkischen Basketball-Liga und in der EuroLeague. Fenerbahçe und der griechische Spitzenklub Olympiakos Piräus boten Kanter daraufhin einen Profivertrag an. Kanter lehnte jedoch mit der Begründung ab, an eine amerikanische Highschool wechseln zu wollen. Er wechselte in die Vereinigten Staaten auf die Stoneridge Preparatory School.
Nach seinem Highschool-Abschluss erhielt Kanter Angebote vieler renommierter amerikanischer Universitäten, darunter der University of California, Los Angeles (UCLA), der University of Nevada, Las Vegas (UNLV), der University of Southern California (USC) und der Indiana University. Zunächst gab er der University of Washington eine mündliche Zusage, schrieb sich jedoch später an der University of Kentucky ein. Beim Nike Hoop Summit 2010 erzielte Kanter gegen eine US-Auswahl 34 Punkte und brach damit den 1998 aufgestellten Wettbewerbs-Rekord von Dirk Nowitzki. Zudem gelangen ihm noch 13 Rebounds.
Nach diesem Auftritt wurde er von vielen Scouts und Experten als großes NBA-Talent gehandelt.
Zu Beginn der Saison 2010/11 wechselte Kanter in die Hochschulmannschaft der University of Kentucky, er hätte dort gemäß NCAA-Regelwerk nicht spielen dürfen, da er in der Saison 2008/09 von Fenerbahçe Ülkerspor mehr Geld erhalten hatte, als dies seinen notwendigen Ausgaben entsprach. Die Summe betrug umgerechnet 33.000 US-Dollar. Ohne ein Spiel absolviert zu haben, wechselte Kanter nach einem Jahr an der Universität ins Profilager und meldete sich zur NBA-Draft an.

## NBA

### Utah Jazz (2011 bis 2015)
Bei der NBA-Draft 2011 wurde er an dritter Stelle von den Utah Jazz ausgewählt. Der Draftpick war in einem früheren Transfer im Austausch für Deron Williams von den New Jersey Nets erworben worden.
Sein NBA-Debüt gab er am 27. Dezember 2011 gegen die Los Angeles Lakers. Bei der 71:96-Niederlage der Jazz gegen die Lakers kam Kanter von der Bank und erzielte fünf Punkte und elf Rebounds. Auf Grund seiner mangelnden Erfahrung und seiner noch unausgereiften spielerischen Fähigkeiten kam Kanter in seiner Rookie-Saison überwiegend von der Bank. Am 26. April erzielte Kanter in der NBA sein erstes Double-Double mit zwölf Punkten und zehn Rebounds gegen die Portland Trail Blazers.
Während des Sommers 2012 nahm Kanter durch einen strengen Ernährungsplan rund 22 Kilogramm ab. In seinem zweiten Jahr gelang Kanter ein sogenanntes 20/20-Spiel. Beim Sieg des Jazz gegen die Charlotte Bobcats am 1. März 2013 erzielte Kanter mit 23 Punkten und 22 Rebounds jeweils Karrierebestwerte. Sein zweites Jahr schloss Kanter mit verbesserten Werten in allen Kategorien ab. Kurz vor Saisonende erlitt Kanter eine Verletzung, indem er sich die Schulter auskugelte. Die Saison war damit für ihn vorzeitig beendet.
Mit den Abgängen von Al Jefferson und Paul Millsap wurde viel Spielzeit für Kanter frei. Kanter wurde die erste Wahl auf der Center-Position, verlor jedoch seinen Stammplatz kurz darauf an Marvin Williams. Fortan brachte er seine Leistung von der Bank ins Spiel kommend, ehe Head Coach Tyrone Corbin ihn gegen Ende der Saison vermehrt von Spielbeginn an einsetzte. Kanter erzielte in dieser Saison Karrierebestwerte in allen Kategorien. Unter dem neuen Trainer Quin Snyder wurde Kanter zur neuen NBA-Saison 14/15 wieder Stammkraft in Utah. Er konnte jedoch in der Verteidigung nicht überzeugen und verlor zunehmend Spielanteile an Rudy Gobert.

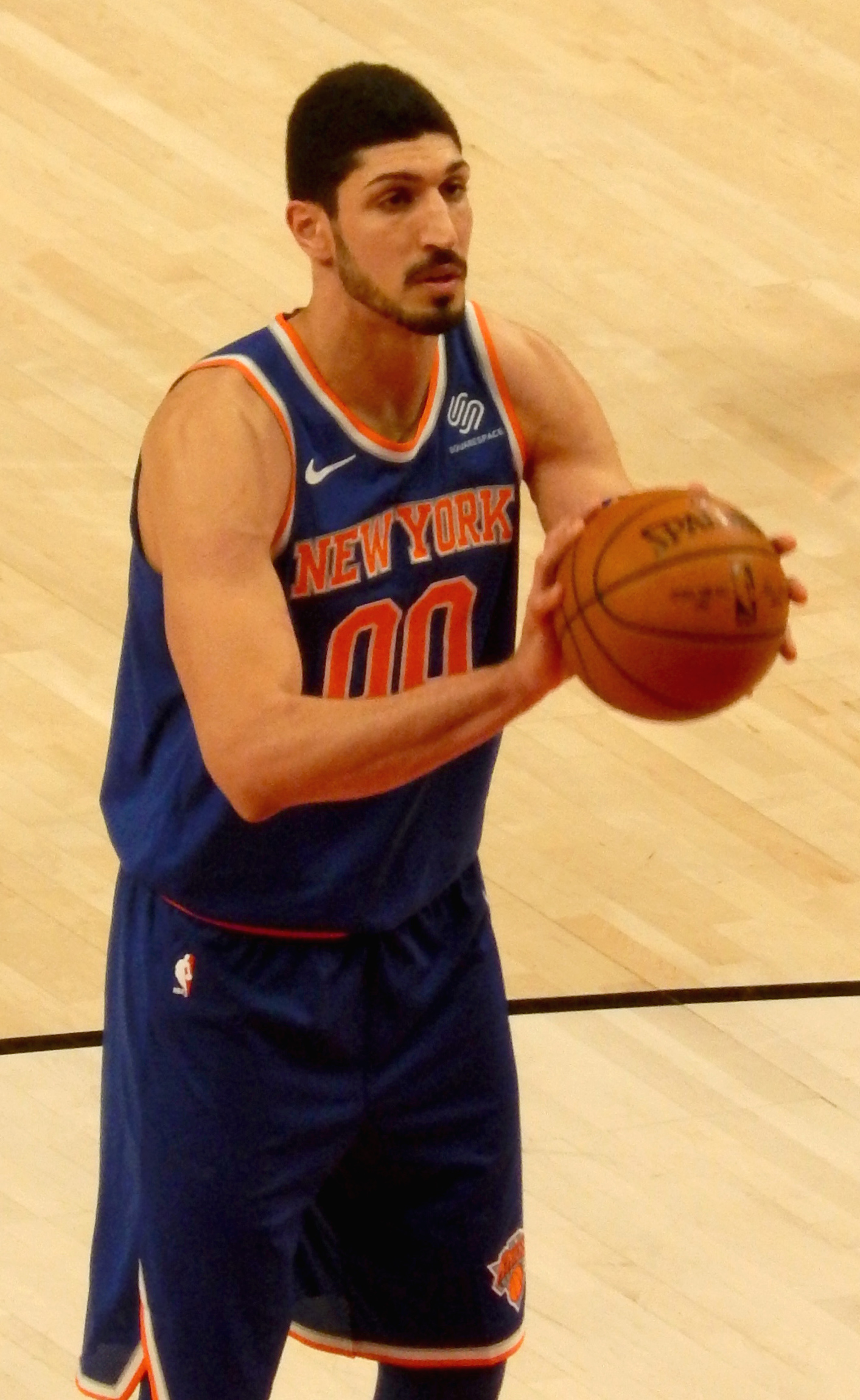
Kanter für die Knicks an der Freiwurflinie

### Oklahoma City Thunder (2015 bis 2017)
Im Februar 2015 wurde Kanter im Rahmen eines Tauschgeschäfts, an dem drei Mannschaften beteiligt waren, zum Oklahoma City Thunder transferiert. Bereits wenige Tage zuvor hatte sich Kanter unzufrieden mit seiner Rolle beim Jazz gezeigt und einen Wechsel gefordert.
Am 24. März 2015 stellte er im Spiel gegen die Los Angeles Lakers einen vereinsinternen Rekord auf, indem er im ersten Viertel ein Double-Double erzielte. In diesem Spiel gelangen ihm insgesamt 25 Punkte und 16 Rebounds. Eine Woche danach, im Spiel gegen die Dallas Mavericks, erzielte Kanter mit 30 Punkten einen persönlichen NBA-Punkterekord. Zusätzlich schloss er mit 16 Rebounds ein Double-Double ab. Das Spiel gewann Dallas knapp mit 135:131. Kanter erzielte in den verbleibenden 26 Spielen für den Thunder 18,7 Punkte und 11,1 Rebounds im Schnitt. Allerdings verpasste der Thunder die Playoffqualifikation knapp. Im Sommer 2015 unterschrieb Kanter als sogenannter Restricted Free Agent einen Vorvertrag bei den Portland Trail Blazers. Der Thunder hatte daraufhin drei Tage Zeit, mit dem Angebot gleichzuziehen. Oklahoma City entschied sich, Kanter zu halten. Der neue Vertrag sicherte ihm 70 Millionen US-Dollar verteilt auf vier Jahre zu. Mit diesem Vertrag wurde er der zu diesem Zeitpunkt bestverdienende NBA-Spieler türkischer Herkunft. Am 6. April 2016 erzielte er im Spiel gegen die Portland Trail Blazers einen Karrierebestwert von 33 Punkten und 20 Rebounds. Er wurde damit der erste Thunder-Spieler, der in einer Partie mehr als 30 Punkte und 20 Rebounds erzielte. Bei der anschließenden Wahl zum besten Bankspieler der Saison belegte Kanter den dritten Platz.
Eine kuriose Verletzung erlitt Kanter in der Saison 2016/17, als er aus Frust mit der Faust gegen einen Klappstuhl schlug und sich dabei eine Fraktur des Unterarms zuzog, wodurch er dem Thunder acht Wochen fehlen sollte.

### New York Knicks (2017 bis 2019)
Kanter wurde am 23. September 2017 zusammen mit Doug McDermott und einem Auswahlrecht beim Draftverfahren 2018 im Tausch für Starspieler Carmelo Anthony an die New York Knicks abgegeben. Anfang Februar 2019 wurde Kanter von den Knicks aus dem bis zum Saisonende laufenden Vertrag entlassen.

### Portland Trail Blazers (2019)
Wenige Tage nach der Trennung von den Knicks unterschrieb Enes Kanter am 13. Februar einen neuen Vertrag bis zum Saisonende bei den Portland Trail Blazers, wo er den verletzten Jusuf Nurkic ersetzen sollte. Kanter trug zur guten Leistung Portlands Mannschaft in den Playoffs bei, mit denen er das Conference-Finale im Westen erreichte.

### Boston Celtics und Portland Trailblazers (2019 bis 2022)
Kanter unterschrieb im Sommer einen mit 10 Millionen US-Dollar dotierten Zweijahresvertrag bei den Boston Celtics. Kanter spielte eine Saison für die Celtics und kam auf der Center-Position meist als Einwechselspieler zum Einsatz. Er wurde im November 2020 wieder zurück zu den Trailblazers transferiert. Beim 118:103-Sieg über die Detroit Pistons am 10. April 2021 holte Kanter 30 Rebounds und brach damit den Celtics-Rekord von Sidney Wicks aus dem Jahre 1975. Wicks gelangen damals 27 Rebounds. Im Sommer 2021 kehrte Kanter abermals zu den Celtics zurück und unterschrieb für ein Jahr.

### Houston Rockets (seit 2022)
Im Februar 2022 wurde er von den Boston Celtics gemeinsam mit Dennis Schröder und Bruno Fernando an die Houston Rockets abgegeben.

## Internationale Karriere
Kanter nahm im Jahre 2009 an der U18-Basketballmeisterschaft in Frankreich teil und errang mit der Türkei Bronze. Kanter wurde mit 18,6 Punkten und 16,4 Rebounds zum MVP des Turniers gewählt.
Sein erstes Länderspiel für die türkische A-Nationalmannschaft bestritt er am 11. August 2011 gegen die Ukraine. In diesem Spiel kam er von der Bank und erzielte sieben Punkte und sechs Rebounds.
Kanter nahm mit der Türkei an der Europameisterschaft 2011 in Litauen teil. Die türkische Nationalmannschaft schied jedoch in der Zwischenrunde aus. Kanter erzielte während des Wettbewerbs in 8 Spielen 9,6 Punkte und 3,9 Rebounds pro Spiel.

## Privates
Kanter wurde in der Schweiz als Sohn türkischer Eltern geboren (Mehmet und Gülsün Kanter), die später in ihre Heimat zurückkehrten. Er ist Anhänger der Hizmet-Bewegung des islamischen Predigers Fethullah Gülen, der lange als Verbündeter Erdoğans galt und seit 1999 im Exil im US-Bundesstaat Pennsylvania lebt.
Nach dem gescheiterten Putschversuch in der Türkei 2016, für den laut der türkischen Regierung Gülen verantwortlich sei, kritisierte Kanter Erdoğan mittels Kurznachrichtendienst Twitter heftig, was zur Sperrung seiner Twitter-Seite in der Türkei führte. Am 9. August 2016 erklärte Kanters Vater öffentlich, dass seine Familie ihn aufgrund seiner politischen Ansichten und seiner Unterstützung für Gülen verstoßen habe, und legte ihm nahe, einen anderen Nachnamen anzunehmen. Kanter erklärte, dass er Gülen „mehr als seine Familie“ liebe, und änderte seinen Nutzernamen auf Twitter in Enes Gülen.
Im Mai 2017 wurde Kanter die Einreise nach Rumänien verweigert, da sein türkischer Pass für ungültig erklärt worden war. Kanter konnte jedoch später, eigener Aussage zufolge, als Staatenloser, zurück in die USA reisen. Als damaliger Besitzer einer Green Card erklärte er, zu versuchen, die US-amerikanische Staatsbürgerschaft zu erwerben. Mit dem Erhalt der US-amerikanischen Staatsbürgerschaft im Jahr 2021 ließ sich Kanter mit „Freedom“ einen zusätzlichen Nachnamen geben.
Enes Kanter jüngerer Bruder Kerem Kanter ist ebenfalls Basketballprofi. Er spielte für die Xavier University und ist mittlerweile in der griechischen Liga aktiv.
Bei einer WWE-Veranstaltung gewann er am 9. September 2019 die WWE 24/7 Championship von R-Truth und hatte diesen Titel kurzzeitig inne.
Im Oktober 2019 kritisierte Kanter die türkische Militäroffensive in Nordsyrien und setzte sich für die Rechte der Kurden ein.
Seit Oktober 2021 veröffentlicht Kanter Kurzvideos, in denen er Chinas Staatschef Xi Jinping als „brutalen Diktator“ bezeichnete und die Menschenrechtslage in Tibet, Xinjiang und Hongkong kritisierte.
Kanter bekennt sich zum islamischen Glauben und fastet regelmäßig.

## Karriere-Statistiken

### NBA

#### Reguläre Saison
| Saison  | Team               | GP  | GS  | MPG  | FG % | 3P %  | FT % | RPG  | APG | SPG | BPG | PPG  |
| ------- | ------------------ | --- | --- | ---- | ---- | ----- | ---- | ---- | --- | --- | --- | ---- |
| 2011–12 | Utah               | 66  | 0   | 13.2 | .496 | .000  | .667 | 4.2  | 0.1 | 0.3 | 0.3 | 4.6  |
| 2012–13 | Utah               | 70  | 2   | 15.4 | .554 | 1.000 | .795 | 4.3  | 0.4 | 0.4 | 0.5 | 7.2  |
| 2013–14 | Utah               | 80  | 37  | 26.7 | .491 | .000  | .730 | 7.5  | 0.9 | 0.4 | 0.5 | 12.3 |
| 2014–15 | Utah/Oklahoma City | 75  | 74  | 28.5 | .519 | .356  | .782 | 8.9  | 0.7 | 0.5 | 0.4 | 15.5 |
| 2015–16 | Oklahoma City      | 82  | 1   | 21.0 | .576 | .476  | .797 | 8.1  | 0.4 | 0.3 | 0.4 | 12.7 |
| 2016–17 | Oklahoma City      | 72  | 0   | 21.3 | .545 | .132  | .786 | 6.7  | 0.9 | 0.4 | 0.5 | 14.3 |
| 2017–18 | New York           | 71  | 71  | 25.8 | .592 | .000  | .848 | 11.0 | 1.5 | 0.5 | 0.5 | 14.1 |
| 2018–19 | New York/Portland  | 67  | 31  | 24.5 | .549 | .356  | .787 | 9.8  | 1.7 | 0.5 | 0.4 | 13.7 |
| 2019–20 | Boston             | 58  | 7   | 16.9 | .572 | .143  | .707 | 7.4  | 1.0 | 0.4 | 0.7 | 8.1  |
| 2020–21 | Portland           | 72  | 35  | 24.4 | .604 | .250  | .774 | 11.0 | 1.2 | 0.5 | 0.7 | 11.2 |
| 2021–22 | Boston             | 35  | 1   | 11.7 | .526 | .400  | .857 | 4.6  | 0.2 | 0.1 | 0.4 | 3.7  |
| Gesamt  | Gesamt             | 748 | 259 | 21.5 | .548 | .289  | .777 | 7.8  | 0.9 | 0.4 | 0.5 | 11.2 |

#### Play-offs
| Saison | Team          | GP | GS | MPG  | FG % | 3P %  | FT %  | RPG | APG | SPG | BPG | PPG  |
| ------ | ------------- | -- | -- | ---- | ---- | ----- | ----- | --- | --- | --- | --- | ---- |
| 2012   | Utah          | 4  | 0  | 10.8 | .438 | .000  | .000  | 4.0 | 0.3 | 0.0 | 1.0 | 3.5  |
| 2016   | Oklahoma City | 18 | 0  | 18.0 | .551 | .143  | .844  | 6.2 | 0.3 | 0.3 | 0.6 | 9.4  |
| 2017   | Oklahoma City | 5  | 0  | 9.1  | .385 | .000  | 1.000 | 1.8 | 0.2 | 0.0 | 0.8 | 4.8  |
| 2019   | Portland      | 16 | 14 | 28.8 | .514 | .250  | .756  | 9.7 | 1.2 | 0.7 | 0.6 | 11.4 |
| 2020   | Boston        | 11 | 0  | 9.3  | .524 | 1.000 | .500  | 3.9 | 0.6 | 0.0 | 0.0 | 4.5  |
| 2021   | Portland      | 5  | 0  | 11.2 | .500 | —     | 1.000 | 2.6 | 0.0 | 0.0 | 0.4 | 2.0  |
| Gesamt | Gesamt        | 59 | 14 | 17.5 | .514 | .211  | .777  | 5.9 | 0.6 | 0.3 | 0.5 | 7.6  |

## Verleihung desCourage Award 2022
Enes Kanter tat sich als einer der meistbeachteten Kritiker der chinesischen Xinjiang- und Tibet-Politik hervor; ihm wurde am 6. April 2022 auf dem 14., von Menschenrechts-Nichtregierungsorganisationen organisierten Genfer Gipfel für Menschenrechte und Demokratie der Courage Award 2022 verliehen, weil er „seine Karriere riskiert“ habe, um sich über die Behandlung der uigurischen Minderheit durch die chinesische Führung zu äußern. Kanter hatte den chinesischen Präsidenten Xi Jinping zuvor als „brutalen Diktator“ bezeichnet, worauf der chinesische Streaming-Dienst Tencent die Übertragung von Spielen Kanters Vereins, Boston Celtics, beendet hatte, wobei es sich bei der VR China um den mit Abstand größten Auslandsmarkt der NBA handelte. Auch hatte Kanter zu einem Boykott der Olympischen Winterspiele in Peking im Februar 2022 aufgerufen. Kanter, der auch als Kritiker des türkischen Staatspräsidenten Erdoğan galt und dem die Türkei 2017 die türkische Staatsbürgerschaft aufgrund seiner mutmaßlichen Nähe zu Fethullah Gülen entzogen hatte, galt in der Folge als Störenfried, wurde vereinslos, traf sich mit Menschenrechtsaktivisten und Politikern, um über die Menschenrechtslage in der Türkei und in China zu reden und verurteilte in einem Interview mit der Tageszeitung Welt den NBA-Chef Adam Silver, die „Besitzer der Teams“ und „viele der Spieler“ als Feiglinge.